# Шевченко, Аким Михайлович
Аки́м Миха́йлович Шевче́нко (1902—1980) — белорусский советский художник-живописец, колорист, представитель соцреализма, создавший ряд эталонных соцреалистических картин. Жил и работал в Гомеле и в Минске. Специализировался на тематических картинах.

## Биография
Коренной белорус, родился в местечке Корма Добрушского повета Могилёвской губернии. Окончив в 15 лет местную школу, поступил учиться в учительскую семинарию в Гомеле. Параллельно занимался в изостудии у художника-акварелиста и графика Сергея Ивановича Громыко, выпускника Киевского художественного училища, ученика известного украинского педагога Фёдора Кричевского. Осенью 1920 года стал посещать художественную студию имени Врубеля в Клубе железнодорожников. Преподавал там художник Афанасий Степанович Сазонов, а одним из учеников был будущий известный белорусский живописец Георгий Нисский. В  1921 году поступил в Гомельское педагогическое училище. Осознав, что основным призванием является изобразительное искусство, уехал учиться в Москву, во ВХУТЕМАС, а затем в ленинградский Институт пролетарского изобразительного искусства. Преподавателями его были Сергей Герасимов, Александр Древин, Давид Штеренберг.
Являлся участником Великой Отечественной войны, был награждён орденами за боевые заслуги. После войны 12 лет преподавал в открывшемся в Минске в 1947 году художественном училище. Учениками его были известные в Беларуси художники: Михаил Савицкий, Май Данциг, Георгий Поплавский, Виктор Громыко, Василий Шарангович, Леонид Дударенко и другие.

## Творчество
Имя Акима Шевченко в своё время было «на слуху» среди белорусской художественной общественности. Принимал участие во многих республиканских и всесоюзных художественных выставках. Был автором цикла фигуративных полотен о Янке Купале и Якубе Коласе, ряда портретов современников, пейзажей, натюрмортов. Его картина «Плотогоны», написанная в 1932 году, была признана одной из лучших среди представленных в рамках Первой Декады белорусского искусства и литературы в Москве в 1940 году. Она по праву вошла в «золотой фонд» белорусского изобразительного искусства и находится в Национальном художественном музее Беларуси. Участвовал в выставках с 1929 г.

## Известные произведения
- «Вяжут снопы»
- «Штукатурщицы»
- «На торфоразработках»
- «Лес — стройкам»
- «Город обновляется»
- «В совхозе «Брилёво»
- «В День Победы»
- «Вечерний Минск»
- «О героическом прошлом»

## Память

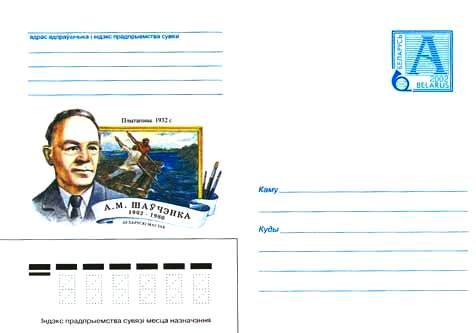
«Белпочта», 2002 год

В 2002 году, к 100-летию со дня рождения художника, РУП «Белпочта» выпустила памятный конверт с портретом Акима Шевченко на фоне его картины «Плотогоны» (1932). Художник конверта — Г. Долбик. Тираж — 98900 экземпляров.